# Lénárddaróc
Lénárddaróc is een plaats (község) en gemeente in het Hongaarse comitaat Borsod-Abaúj-Zemplén. Lénárddaróc telt 363 inwoners (2001).